# John J. Hickey
John J. Hickey (Rawlins, 1911. augusztus 22. – Cheyenne, 1970. szeptember 22.) az Amerikai Egyesült Államok szenátora (Wyoming, 1961–1962).